# Ideologiekritik
Ideologiekritik bezeichnet ein philosophisches und soziologisches Kritikmodell, das die mangelnde Übereinstimmung von Denken und Sein aufzeigt, und die Ursachen der Entstehung dieser Diskrepanz analysiert. Die mit dem Begriff der Ideologie umschriebene Nichtübereinstimmung mit der Wirklichkeit wird nicht auf irrtümliches Denken zurückgeführt, sondern als ein durch anthropologische, psychologische oder gesellschaftliche Ursachen notwendig erzeugtes Produkt erklärt (siehe Kategorisierung). Die gesellschaftlichen Verhältnisse aufzudecken, die dem Denken Schranken setzen, ist ein Hauptmotiv der klassischen Ideologiekritik von Karl Marx und Friedrich Engels sowie das zentrale Thema der auf Marx, Sigmund Freud und Georg Wilhelm Friedrich Hegel aufbauenden Gesellschaftslehre der Frankfurter Schule.
Die Wortgeschichte des Begriffs wurde nie systematisch erforscht. Eine frühe Verwendung findet sich in den frühen 1930er Jahren bei Antonio Gramsci.
Der Begriff „Ideologiekritik“ darf nicht missverstanden werden als „Kritik am Konzept der Ideologie“, sondern ganz im Gegenteil als „Aufdeckung ideologischer Motive in der Gesellschaft“.

## Bacons Idolenlehre
Retrospektiv wurde die Idolenlehre des englischen Philosophen Francis Bacon als Vorläufer der Ideologiekritik rezipiert. In seiner Kritik der Scholastik identifiziert er in der Schrift Novum Organum (1620, dt. 1870) in den Idolen vorgefasste Anschauungen und überlieferte Meinungen mit der Tendenz zum anthropomorphen Denken, die ein objektadäquates Erkennen verhinderten.

## Feuerbachs Religionskritik
Ludwig Feuerbach leitet aus dem Wesen des Menschen die Gottesvorstellung ab. In seiner Schrift Das Wesen des Christentums (1841) begreift er die Vorstellung eines allmächtigen und gütigen Schöpfergottes als eine anthropologische Projektion, die die geheimen Wünsche und Sehnsüchte des Menschen in ein überirdisches Subjekt verleiblicht.

## Ideologiekritik bei Marx und Engels
Ihre klassische Form findet die Ideologiekritik bei Karl Marx und Friedrich Engels im Kontext ihrer materialistischen Basis-Überbau-Lehre. In der posthum veröffentlichten Deutschen Ideologie kritisieren sie die Philosophie der Junghegelianer Feuerbach, Bruno Bauer und Max Stirner. Marx und Engels betrachten „Moral, Religion, Metaphysik und sonstige Ideologie und die ihnen entsprechenden Bewusstseinsformen“ als Überbau-Phänomene. Ideologiekritik bedeutet ihnen zuvörderst, der Ideologie den „Schein der Selbständigkeit“ zu nehmen und sie als abhängig von den materiellen Verhältnissen zu erklären, sodann ihre Funktion für bestehende oder angestrebte Herrschaft zu analysieren. Für sie sind die in jeder Epoche herrschenden Gedanken die Gedanken der herrschenden Klasse. Jürgen Habermas sieht in der Marx’schen Kritik der Politischen Ökonomie die Theorie der bürgerlichen Gesellschaft als Ideologiekritik, die insbesondere die „Basisideologie des gerechten Tausches“ entlarvt.
Für die marxistische Ideologienlehre erhielt das sogenannte Fetisch-Kapitel aus dem ersten Band des Kapitals grundlegende Bedeutung (siehe unten).
Ideologiekritik versteht Marx auch als immanente Kritik, die den ideellen (Gerechtigkeits-)Anspruch, den Ideologien erheben, zum normativen Maßstab der gesellschaftlichen Verhältnisse macht. Er will die „versteinerten Verhältnisse dadurch zum Tanzen zwingen, dass man ihnen ihre eigene Melodie vorsingt“ und – als bestimmte Negation – „aus der Kritik der alten Welt die neue finden“.

## Verdinglichungstheorem von Lukács
Zentral für Georg Lukács’ Marx-Exegese ist das Fetisch-Kapitel aus dem Kapital. Auf dieser Grundlage entwickelt er in seiner Essaysammlung Geschichte und Klassenbewußtsein (1923) eine Theorie der Verdinglichung. Nach Marx führt die Warenförmigkeit der Arbeit dazu, dass das Verhältnis der einzelnen Arbeiten zur gesellschaftlichen Gesamtarbeit als ein Verhältnis von Dingen – der Waren auf dem Markt – erscheint. Das beruht auf der Erkenntnis, dass aus der privat arbeitsteiligen Warenproduktion eine Verselbständigung der Produkte gegenüber ihren Produzenten resultiert. Durch die Warenform zeigen die Arbeitsprodukte ein selbstregulatives, vom Willen der Wareneigentümer unbeeinflussbares Marktverhalten. Dadurch verkehre sich im Bewusstsein das gesellschaftliche Verhältnis von Produzenten in ein Verhältnis von Dingen. Darin sieht Lukács die ideologische Hauptquelle des falschen Bewusstseins des Proletariats. Die theoretische Beschreibung des falschen Scheins könne der Anfang ihrer Überwindung sein.
Für Christoph Demmerling hat Lukács eine „wegweisende Verknüpfung der Marxschen ‚Kritik der Politischen Ökonomie‘ mit Max Webers Theorie des welthistorischen Rationalisierungspozesses“ geleistet, die er zu einer „umfassenden Zeitdiagnose“ nutze. Ihr zufolge sei die Ware nicht nur auf dem Markt zu finden, sondern strukturiere die Beziehungen der Menschen zueinander und präge die gesamte gesellschaftliche Wirklichkeit.

## Ideologiekritik der Kritischen Theorie
Insbesondere über das Theorem der Verdinglichung von Lukács eignen sich die Begründer der Kritischen Theorie die marxistische Ideologiekritik an. Für sie ist Ideologie „objektiv notwendiges und zugleich falsches Bewusstsein“, Produkt der gesellschaftlichen Verhältnisse. Grundlegend für das Ideologieverständnis der Frankfurter Schule ist der vom Warenfetisch erzeugte gesellschaftliche Verblendungszusammenhang, der die Verhältnisse von Menschen als Verhältnisse von Waren widerspiegelt, sowie der Äquivalententausch, bei dem es „mit rechten Dingen und doch nicht mit rechten Dingen zugeht“. Verschleiert er doch die Ausbeutung des Lohnarbeiters, der zwar als Äquivalent für die Verausgabung seiner Arbeitskraft seine Reproduktionskosten erstattet bekommt, aber um den von ihm erzeugten Mehrwert geprellt wird.
Emmerich Nyikos beschreibt in „Klassenbewusstlosigkeit und Geschichte“ Ideologie als Operation auf dem Niveau der Erscheinungswelt. Jene Erscheinungswelt sei real oder illusionär gestaltet, modifiziert, moduliert, verformt oder verfremdet.
Die Funktion der Ideologie ist nach Adorno Rechtfertigung. Da sie bestehendes Unrecht mit Idealen und Theoremen der Gerechtigkeit zu rechtfertigen sucht (worin Adorno „ihre Wahrheit“ sieht), bestehe die Aufgabe der Ideologiekritik in der „Konfrontation der Ideologie mit ihrer eigenen Wahrheit“. Das heißt, dass Ideologiekritik durch immanente Kritik den erhobenen Anspruch von Gerechtigkeit beim Wort nimmt und die von der Ideologie verdeckte Ungerechtigkeit entlarvt. Im Falle des Äquivalententausches bedeutet das, aufzuzeigen, dass nur scheinbar Vergleichbares getauscht wird.
Viele Arbeiten der Vertreter der Frankfurter Schule basieren auf dem Kritikmodell der Ideologiekritik. Das bringen bereits die Titel einiger ihrer Schriften zum Ausdruck, z. B. Jargon der Eigentlichkeit. Zur deutschen Ideologie (Theodor W. Adorno), Der eindimensionale Mensch. Studien zur Ideologie der fortgeschrittenen Industriegesellschaft (Herbert Marcuse),Technik und Wissenschaft als ‚Ideologie‘ (Jürgen Habermas).

## Wissenssoziologie
Zum Gegenstand einer akademischen Disziplin, der Wissenssoziologie, wurde die Ideologielehre in den 1920er Jahren. Karl Mannheim als einer ihrer Hauptvertreter versteht Ideologie als einen wertfreien Begriff, als „seinsgebundenes“ Denken, d. h. in einer bestimmten gesellschaftlichen Lage verwurzelt. Im Gegensatz zu den ideologiekritischen Erklärungsansätzen, die den Ideologiebegriff pejorativ mit verzerrtem und falschem Denken gleichsetzen, bringt der „totale Ideologiebegriff“ Mannheims zum Ausdruck, dass jedes Denken ideologisch sei.

## Dokumentarfilme
- The Pervert's Guide to Ideology, Regie: Sophie Fiennes, mit Slavoj Žižek, Großbritannien 2012
- Yugoslavia, How Ideology Moved Our Collective Body, Regie: Marta Popovida, Deutschland, Frankreich/Serbien 2013